# Grand Combin de Grafeneire
Il Grand Combin de Grafeneire (4.314 m s.l.m.) è una montagna che si trova nelle Alpi Pennine occidentali tra la val di Bagnes e la valle d'Entremont, nei territori dei comuni di Bagnes, Liddes e Bourg-Saint-Pierre.

## Caratteristiche

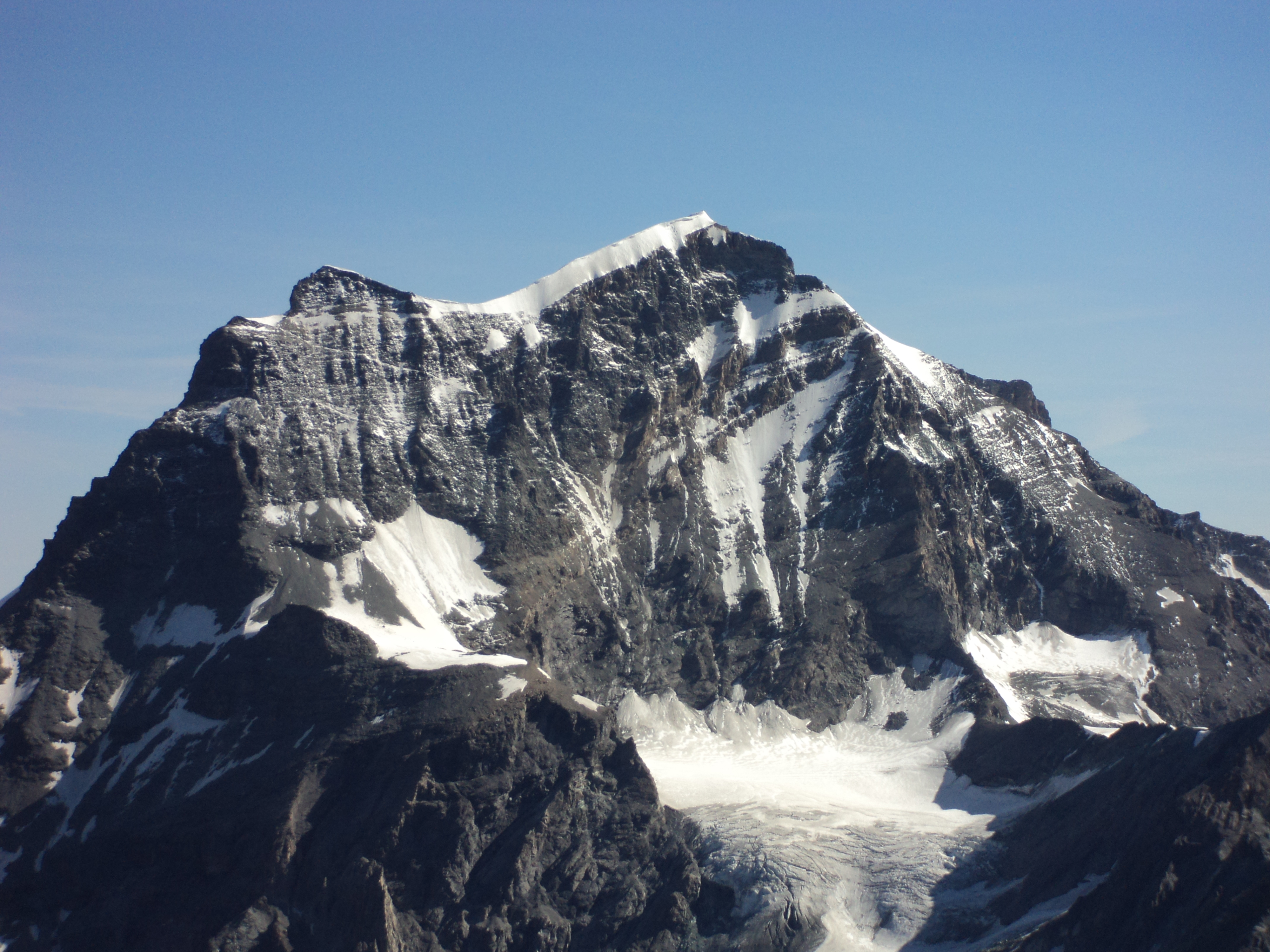
Il Grand Combin visto dal monte Vélan (versante sud-ovest). A destra il Grand Combin de Grafeneire e a sinistra il Grand Combin de Valsorey.

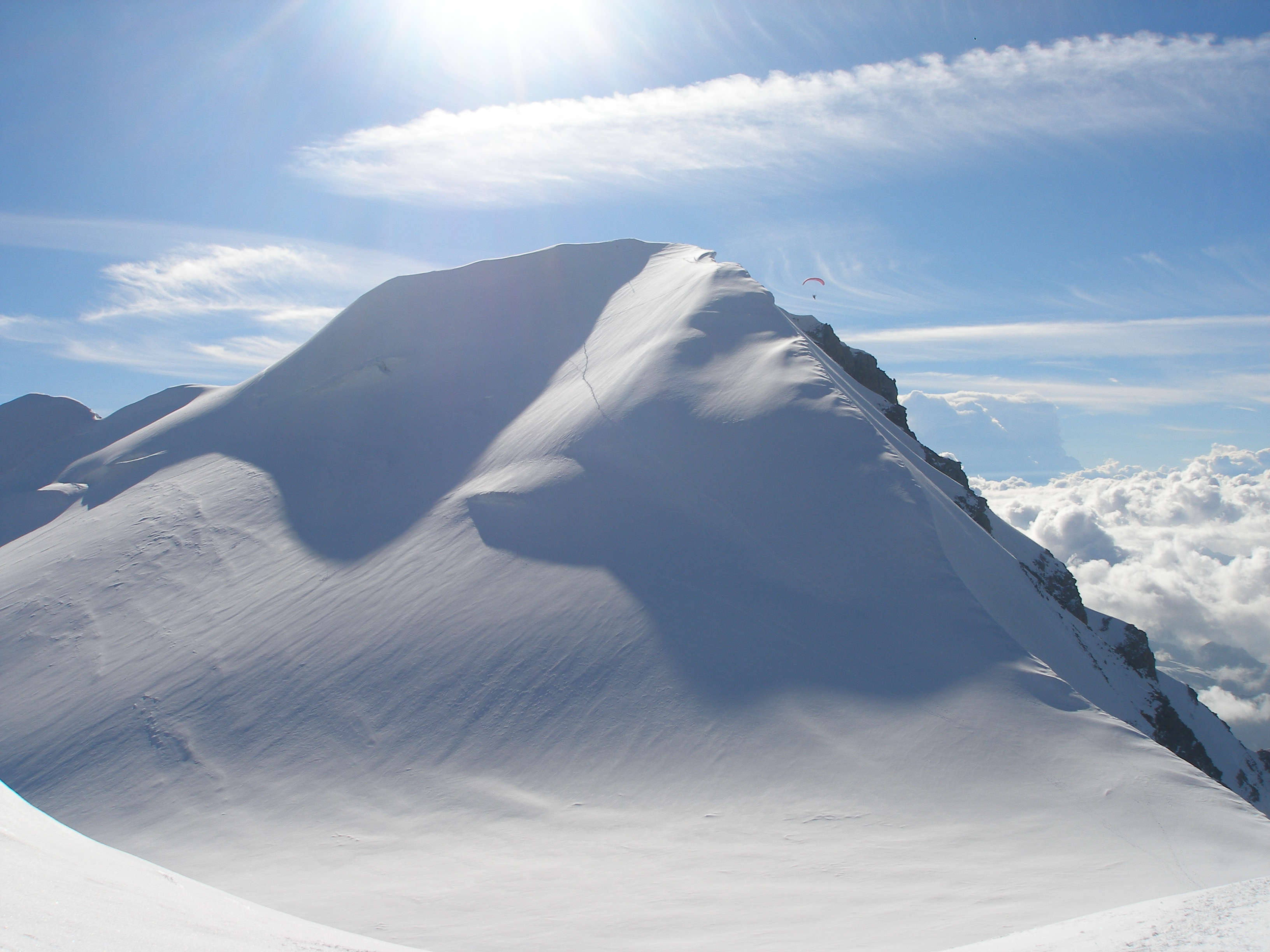
La Grand Combin de Grafeneire vista dalla Grand Combin de Valsorey.

Questa vetta è la più alta del massiccio del Grand Combin ed in quanto tale costituisce la più alta elevazione situata tra il Monte Bianco (4810 m) ed il Dent Blanche (4357 m). Si tratta di un vasto massiccio glaciale, nel suo versante settentrionale, e per alcune similitudini con alcuni passaggi storici del monte Bianco gli hanno fatto guadagnare la denominazione di "Il Corridoio" o "Il muro della Costa".
Il Gran Combin de Grafeneire, è la seconda vetta più alta della Svizzera romanda.

## Prima ascensione - alpinisti e guide alpine
Il Combin de Grafeneire fu scalato il 30 luglio 1859 da: C. Sainte Claire de Ville Daniel, Emanuel e Gaspard Balleys, B. Dorsaz.